# Universal Congress Of
Universal Congress Of ist eine US-amerikanische Rockband aus Los Angeles, die von Gitarristen und Sänger Joe Baiza 1986 gegründet wurde.

## Bandgeschichte
Baiza spielte bereits seit 1980 in der Rockband Saccharine Trust, die beim Independent-Plattenlabel SST Records unter Vertrag war. Mit Universal Congress Of verfolgte Baiza die Idee eines eigenen Bandprojektes, das verschiedene, wechselnde Musiker vereinen sollte und dessen Musikstil sich von dem von Saccharine Trust abgrenzen sollte. Ein weiteres Bandprojekt von Baiza ist die Gründung von The Mecolodiacs.
Universal Congress Of wird der Stilrichtung des Punk Jazz zugeordnet. Mit Bands wie Black Flag, Hüsker Dü, Mike Watt oder den Minutemen war Gitarrist Joe Baiza freundschaftlich verbunden oder trat als Gastmusiker auf. Auch im Umfeld von Hardcore, Noise oder Grunge kannte man Baiza als dessen Vorbild. So formulierte beispielsweise Thurston Moore von Sonic Youth Universal Congress Of als seine musikalischen Einflüsse. Auch John Zorns Punk Jazz beeinflusstes Musikprojekt Naked City geht auf Baiza zurück. Die Bandgeschichte von Universal Congress Of ist unstetig. Nach einer Schlägerei mit Neonazis während der Deutschlandtournee 1991 erlitt Baiza einen Armbruch, den er sich in Berlin zuzog. Ein spontanes Benefizkonzert befreundeter Musiker wurde daraufhin veranstaltet. Anfang der neunziger Jahre verlor das SST Records Label an Bedeutung, denn einige Bands lösten sich auf, andere kamen bei Major Labels unter Vertrag. Daraufhin veröffentlichten sie bei dem Indie-Label Enemy Productions. 1997 brachten sie ein Livealbum beim deutschen Label Hazelwood Records heraus. 
2010 war die Band zusammen mit Saccharine Trust auf Deutschlandtournee.

## Diskografie
Bisher gibt es von Universal Congress Of fünf Studioalben und eine Live Veröffentlichung
- 1987: Joe Baiza & The Universal Congress Of[2]
- 1988: This Is Mecolodics
- 1988: Prosperous And Qualified
- 1990: The Sad And Tragic Demise Of Big Fine Hot Salty Black Wind
- 1996: 11th Hour Shine On
- 1997: Sparkling Fresh (Live)